# Рыбное (озеро, Кемский район)
Рыбное — пресноводное озеро на территории Куземского сельского поселения Кемского района Республики Карелии.

## Общие сведения
Площадь озера — 1,3 км². Располагается на высоте 5,8 метров над уровнем моря.
Форма озера продолговатая: оно более чем на два километра вытянуто с юго-запада на северо-восток. Берега каменисто-песчаные, местами заболоченные.
Рыбное соединяется двумя протоками с Долгой губой Белого моря.
В озере расположено не менее трёх небольших безымянных островов.
К юго-западной оконечности озера подходит старая просёлочная дорога.
Населённые пункты вблизи водоёма отсутствуют.
Код объекта в государственном водном реестре — 02020000711102000002903.